# 世界新七大自然奇观
世界新七大自然奇观（奇景）（New 7 Wonders of Nature）投票活動由瑞士的新七大奇蹟協會（New 7 Wonders Foundation，N7W）於2007年發起，活動緊接著世界新七大奇蹟活動的結束而開始，這個投票活動徵求來自全球的投票，吸引了約上億人次參與（終止於2011年11月11日）。
最終的七大自然奇觀包括：亞馬遜河與亞馬遜雨林（位於玻利維亞、巴西、哥倫比亞、厄瓜多爾、法屬圭亞那、圭亞那、秘魯、蘇里南、委內瑞拉之交）、濟州島（位於韓國）、下龍灣（位於越南）、伊瓜蘇瀑布（位於巴西和阿根廷）、普林塞萨港地下河国家公园國家公園（位於菲律賓）、科莫多島國家公園（位於印尼）、桌山（位於南非）。
提名階段將全球各類自然景觀劃分為山峰、島嶼、湖泊、森林、洞穴、地景及海景等七大類，以下附上77個通過第一輪的候選名單：

## 世界新七大自然奇景投票活動首輪候選名單
A組 地景／冰川：
| 地點                   | 國家                                |
| ---------------------- | ----------------------------------- |
| 美索不達米亞沼澤，濕地 | 伊拉克                              |
| 艾因蓋迪綠洲           | 以色列                              |
| 谷朗姆酒沙漠           | 约旦                                |
| 歌唱沙丘               |                                     |
| 利瓦綠洲               | 约旦、 沙烏地阿拉伯、 阿联酋、 葉門 |
| 哈薩綠洲               | 沙烏地阿拉伯                        |
| 葉斑病沙丘             | 斐济                                |
| 卡馬格沼澤             | 法國                                |
| 瓦特納冰川             | 冰島                                |
| 歐士林                 | 盧森堡                              |
| 馬蘇里亞恩湖區         | 波蘭                                |
| 阿萊奇冰川             | 瑞士                                |
| 卡拉哈里沙漠           | 、 纳米比亚、 南非                  |
| 阿卡庫斯拱門           | 利比亞                              |
| 馬西納窪地             |                                     |
| 理查特結構             | 毛里塔尼亚                          |
| 撒哈拉沙漠沙比沙丘     | 摩洛哥                              |
| 卡爾德拉火山圈谷       | 法屬留尼旺                          |
| 索蘇維來               | 纳米比亚                            |
| 阿塔卡馬沙漠           | 智利                                |
| 莫雷諾冰川             | 阿根廷                              |

B組 島嶼／礁：
| 地點                  | 國家             |
| --------------------- | ---------------- |
| 濟州島                |                  |
| 路環島                | 澳門             |
| 披披群島              | 泰國             |
| 馬爾地夫群島          | 馬爾地夫         |
| 法拉卡島              | 科威特           |
| 西巴丹島              | 马来西亚         |
| 丹老群島              | 緬甸             |
| 雅科島                | 东帝汶           |
| 卜提奈淺灘            | 阿联酋           |
| 索特拉群島            | 葉門             |
| 奧福島和奧洛塞加      | 美属萨摩亚       |
| 艾圖塔基島            | 庫克群島         |
| 博拉博拉島            | 法屬玻里尼西亞   |
| 歐羅納環礁            | 基里巴斯         |
| 比基尼環礁            | 马绍尔群岛       |
| 烏利提環礁            | 密克羅尼西亞聯邦 |
| 富納富提環礁          |                  |
| 犢牛曼島              | 曼島             |
| 達拉克群島            |                  |
| 比熱戈斯群島          |                  |
| 巴扎魯托群島          | 莫桑比克         |
| 亞達伯拉環礁          | 塞舌尔           |
| 科科斯島              |                  |
| 歐美特貝島            | 尼加拉瓜         |
| 博卡斯德爾托羅群島    | 巴拿马           |
| 多巴哥群島            |                  |
| 暗礁國家紀念          | 美屬維爾京群島   |
| 火地群島              | 阿根廷、 智利    |
| 費爾南多-迪諾羅尼亞島 | 巴西             |
| 加拉巴哥群島          |                  |

C組 山峰／火山：
| 地點             | 國家                     |
| ---------------- | ------------------------ |
| 玉山             | 臺灣                     |
| 珠穆朗瑪峰       | 中国、 尼泊尔            |
| 喬戈里峰         | 中国、 巴基斯坦          |
| 長白山（白頭山） | 中国、                   |
| 幹卡本森峰       | 不丹                     |
| 富士山           | 日本                     |
| 金剛山           |                          |
| 諾沙克峰         | 阿富汗                   |
| 德馬峰           | 伊朗                     |
| 泥火山           |                          |
| 列寧峰           | 、                       |
| 亞蘇兒火山       |                          |
| 卡茲別克山       |                          |
| 弗拉希奇山       |                          |
| 泰塔諾山         | 圣马力诺                 |
| 奧林帕斯山       | 希腊                     |
| 維蘇威火山       | 義大利                   |
| 馬特洪峰         | 義大利、 瑞士            |
| 白朗峰           | 法國、 義大利            |
| 西奈山           | 埃及                     |
| 吉力馬札羅山     | 坦桑尼亚                 |
| 富哥山           |                          |
| 卡撒拉山         |                          |
| 寧巴山           |                          |
| 巴西勒峰         | 赤道几内亚               |
| 肯亞山           |                          |
| 穀倉山           | 英屬聖赫勒拿島           |
| 馬拉山脈         | 苏丹                     |
| 桌山             | 南非                     |
| Nyangani山       | 辛巴威                   |
| 羅賴瑪山         | 巴西、 几内亚、 委內瑞拉 |

D組 洞穴／岩層／谷地：
| 地點               | 國家     |
| ------------------ | -------- |
| 望夫石             | 香港     |
| 火焰崖             | 蒙古国   |
| 真卡戈圖鐘乳石洞   | 黎巴嫩   |
| 卡帕多細亞         | 土耳其   |
| 庫吉唐洞穴         |          |
| 烏魯汝（艾爾斯岩） |          |
| 科羅拉多大峽谷     | 美国     |
| 可卡峽谷           | 秘魯     |
| 惡魔之城，岩石地層 | 塞爾維亞 |

E組 森林／國家公園／自然保留區：
| 地點               | 國家                                                           |
| ------------------ | -------------------------------------------------------------- |
| 亞馬遜熱帶雨林     | 玻利维亚、 巴西、 哥伦比亚、 几内亚、 秘魯、 苏里南、 委內瑞拉 |
| 卡齊蘭加國家公園   | 印度                                                           |
| 武吉知馬天然保護區 | 新加坡                                                         |
| 孫德本斯紅樹林     | 、 印度                                                        |
| 辛哈拉加森林       | 斯里蘭卡                                                       |
| 黑森林             | 德国                                                           |
| 雷奥普拉塔诺       |                                                                |
| 科莫多国家公园     | 印度尼西亞                                                     |
| 奇旺國家公園       | 尼泊尔                                                         |

F組 湖泊／河川／瀑布：
| 地點                 | 國家                               |
| -------------------- | ---------------------------------- |
| 揚子江               | 中国                               |
| 恆河                 | 印度、                             |
| 尼加拉瀑布           | 加拿大、 美国                      |
| 的的喀喀湖           | 玻利维亚、 秘魯                    |
| 安赫爾瀑布           | 委內瑞拉                           |
| 伊瓜蘇瀑布           | 巴西、 阿根廷                      |
| 湄公河               | 柬埔寨、 中国、 緬甸、 泰國、 越南 |
| 貝加爾湖             | 俄羅斯                             |
| 死海                 | 巴勒斯坦、 约旦、 以色列           |
| 維多利亞瀑布         | 尚比亞、 辛巴威                    |
| 青尼羅河             | 衣索比亞、 苏丹                    |
| 尼斯湖               | 苏格兰                             |
| 阿弟特蘭湖           |                                    |
| 拉古納拉科羅拉達鹽湖 | 玻利维亚                           |

G組 海景：
| 地點               | 國家                                                 |
| ------------------ | ---------------------------------------------------- |
| 下龍灣             | 越南                                                 |
| 考克斯街海灘       |                                                      |
| 穆桑代姆半島       | 阿曼                                                 |
| 珊瑚三角           | 印度尼西亞、 马来西亚、 菲律賓、 所罗门群岛、 东帝汶 |
| 藍洞               | 關島                                                 |
| 大堡礁             | 、                                                   |
| 新喀里多尼亞大堡礁 | 新喀里多尼亞                                         |
| 米佛峽灣           | 新西兰                                               |
| 貝弗里奇礁         | 紐埃                                                 |
| 馬丹潟湖           |                                                      |
| 馬洛夫潟湖         |                                                      |
| 瓦登海             | 丹麦、 德国、 荷蘭                                   |
| 莫河斷崖           | 爱尔兰                                               |
| 庫洛尼亞沙嘴       | 立陶宛、 俄羅斯                                      |
| 蓋倫格峽灣         | 挪威                                                 |
| 紅海珊瑚礁         | 、 埃及、 以色列、 约旦、 沙烏地阿拉伯、 苏丹、 葉門 |
| 淺灘灣島港海域     | 安圭拉                                               |
| 喀德斯礁           | 安提瓜和巴布達                                       |
| 肯奇塔             | 阿鲁巴                                               |
| 院長藍洞           | 巴哈马                                               |
| 芬迪灣             | 加拿大                                               |
| 七哩灘             | 开曼群岛                                             |
| 伊盧利薩特冰峽灣   | 格陵蘭                                               |
| 貝里斯堡礁         |                                                      |
| 特克斯群島通道     | 特克斯和凱科斯群島                                   |
| 哈康國王灣         | 南喬治亞島和南桑威奇群島                             |

## 其他落選名單
森林：
- 日本、 ，北方針葉林
- 波蘭，比亚沃韦扎森林
- 美国，紅木森林

自然公園／保護區：
- 印度，孙德尔本斯國家公園
- 尼泊尔，萨加玛塔国家公园
- 阿尔及利亚，埃尔卡拉國家公園
- ，奧卡萬戈三角洲
- 喀麦隆，贾河动物保护区
- ，塔伊国家公园
- 塞内加尔，朱贾国家鸟类保护区
- 南非，克魯格國家公園
- 坦桑尼亚，塞伦盖蒂国家公园
- 羅馬尼亞，Retezat國家公園
- 西班牙，內華達山脈國家公園
- 加拿大，班夫國家公園
- 加拿大．省立恐龍公園
- 美国，布萊斯峽谷國家公園
- 美国，大沼澤國家公園
- 美国，猛犸洞国家公园
- 美国，黃石國家公園
- 美国，優勝美地國家公園
- 玻利维亚，瑪努國家公園
- 巴西，馬蘭濃沙丘國家公園
- 巴西，潘塔納爾濕地
- 智利，百內國家公園
- 智利，復活節島
- 秘魯，Manglares de Tumbes
- 秘魯，Lomas de Lachay
- 秘魯，瓦斯卡蘭國家公園
- 秘魯，Pacaya-Samiria
- ，卡卡杜國家公園

島嶼／群島：
- 葉門，索科特拉島
- 希腊，聖托里尼群島
- 荷蘭，聖馬丁島
- 葡萄牙，Savege群島
- 哥伦比亚，麻波羅島
- 秘魯，貝雷塔斯群島
- ，芬瑟島

沙灘：
- 美国，大蘇爾
- 秘魯，帕拉加斯

海灣／峽灣：
- 格陵蘭，伊盧利薩特冰峽灣
- 挪威，哈丹格峡湾
- 挪威，蓋倫格峽灣
- 美国，芬地灣

湖泊／乾灘：
- 蒙古国、 俄羅斯，烏布蘇湖
- ，乍德湖
- 突尼西亞，伊其克乌尔湖
- 玻利维亚，斯雷巴那湖
- 加拿大，路易斯湖
- 加拿大，蘇必略湖
- 美国，火口湖
- 美国，密西根湖
- 阿根廷，納韋爾瓦皮湖
- 秘魯，Llanganuco
- 法屬波利尼西亞，Matira

河流：
- 埃及，白尼羅河
- 葡萄牙，杜羅河
- 美国，密西西比河
- 秘魯，阿普里馬克河

沼澤：
- 法國，卡馬格沼澤帶

瀑布：
- 巴西，哈瓦蘇瀑布
- 秘魯，Gocta瀑布

海溝
- 美国，馬里亞納海溝

洞穴／地底洞：
- 美国，Scărişoara洞
- 斯洛維尼亞，斯科契扬溶洞
- 智利，米羅敦洞穴
- 委內瑞拉，Charles Brewer's洞

冰川：
- 瑞士，阿莱齐冰川
- 阿根廷，莫雷諾冰川

峽谷／山谷：
- 墨西哥，銅色峽谷
- 墨西哥，蘇米德洛峡谷
- 秘魯，Cotahuasi峽谷

懸崖：
- 爱尔兰，莫呵斷崖
- 英国，多福白崖
- ，藍山

山脈／山峰：
- ，寧巴山
- 埃及，西奈山
- 義大利、 瑞士，馬特洪峰
- 義大利，馬爾莫拉達峰
- 義大利，多洛米蒂山区
- 瑞士，圣乔治山
- 瑞士，勃朗峰
- 美国，洛磯山脈
- 美国，迪那利山
- 美国，派克峰
- 巴西，塔糖山
- 巴西、 、 委內瑞拉，羅賴馬山
- 智利，百內塔
- 委內瑞拉，博利瓦峰
- 委內瑞拉，Sarisarinama

火山／溫泉：
- 土耳其，棉堡溫泉
- 坦桑尼亚，恩戈羅恩戈羅火山口
- 義大利，埃特納火山
- 墨西哥，波波卡特佩特火山
- 美国，夏威夷
- 美国，基拉韋厄峰
- 智利，Antuco
- 智利，Osomo
- 智利，El Tatio

岩石：
- 以色列，罗斯哈尼卡拉
- 直布羅陀，直布羅陀岩山
- 英国，賈恩茨考斯韋海岸（巨人之路）
- 加拿大，穿孔石
- 美国，巴林傑隕石坑

沙漠／沙丘：
- 中国，戈壁沙漠
- 巴基斯坦、 印度，塔爾大沙漠
- 摩洛哥，卻比沙丘
- 阿尔及利亚，撒哈拉沙漠
- 纳米比亚，納米比沙漠
- ，比納哥沙漠

綠洲：
- 以色列，Ein Jedi
- 秘魯，湖卡支那綠州